# Wilhelm Cohn (Schachspieler)
Wilhelm Cohn (* 6. Februar 1859 in Berlin; † 17. August 1913 in Charlottenburg) war ein deutscher Schachmeister.
Cohn war Berufsspieler und nahm an einer Vielzahl bedeutender Turniere teil. Sein bestes Ergebnis erzielte er beim 11. DSB-Kongress des Deutschen Schachbundes in Köln 1898, wo er sich hinter Amos Burn den zweiten Platz mit Rudolf Charousek und Michail Tschigorin teilte. Ein Jahr später nahm er am großen Turnier von London teil und teilte sich Platz 10 und 11 mit Ex-Weltmeister Wilhelm Steinitz. Im Jahre 1900 in München wurde er Sechster und 1902 in Hannover landete er zwar im hinteren Feld, doch schlug er den Weltklassespieler Harry Nelson Pillsbury. Im Jahre 1905 wurde er Dritter im B-Turnier von Barmen.
Er spielte zwei Wettkämpfe, die er beide verlor: 1894 in Berlin gegen Carl August Walbrodt mit 0:5 und 1910, ebenfalls in Berlin gegen Ehrhardt Post mit 4,5:7,5 (+3 =3 −6).
Seine höchste historische Elo-Zahl betrug 2645, er erreichte diese im November 1898.